# Lo fingido verdadero
Lo fingido verdadero és una comèdia en tres actes de les crides comèdies de sants, del dramaturg del Segle d'Or, Lope de Vega.
Publicada en la Décima sexta Parte de las Comedias de Lope de Vega Carpio en 1620, Lope la dedica a Tirso de Molina, considerat el seu deixeble, així: «Al Presentado fray Gabriel Téllez, religioso de Nuestra Señora de la Merced, Redención de cautivos».
Encara que consta la seva data de publicació, existeixen discrepàncies sobre la data en la qual l'escriu. Segons Morley i Bruerton, és fins 1608, mentre que Sáinz de Robles la data entre 1604 i 1618.
Ambientada a l'Antiga Roma, gira al voltant de Ginés, encara un actor pagà que es converteix més tard en màrtir, i és una reflexió subtil sobre la interacció de la realitat i la seva representació.

## Altres usos
En al·lusió a l'obra de Lope, d'octubre de 2006 a gener de 2007, el Museu del Prado va usar del títol per a una exposición especial organitzada entorn de quaranta natures mortes de dinou pintors espanyols, de principis del segle XVII fins a mitjan XIX, i incloent l'obra mestra Natura morta amb carxofes, flors i recipients de vidre (1627), de Juan van der Hamen, que el Ministeri de Cultura va adquirir a mitjan 2006 després de la seva acceptació per part del Ministeri d'Hisenda d'Espanya com dació en pagament d'impostos del banc BBVA.